# Carl Gerhard Wilhelm Lodtmann
Carl Gerhard Wilhelm Lodtmann (auch Karl Gerhard Wilhelm Lodtmann; * 16. Dezember 1720 in Osnabrück; † 5. Januar 1755 in Helmstedt) war ein deutscher Jurist, Historiker und Philosoph.

## Familie
Lodtmann stammte aus einer Osnabrücker Juristenfamilie, die mehrere Bürgermeister der Stadt stellte. Sein Vater Johann Justus Lodtmann (1679–1723) war seit 1706 Vizerichter und Gograf von Stadt und Grafschaft Lingen, gab diese Ämter kurz nach der Hochzeit mit der wohlhabenden Anna Gertrud Klövekorn (1669–1753) auf und lebte seit 1711 als Advokat in Osnabrück.

## Leben
Die maßgebliche Biografie Lodtmann und die Bibliografie seiner Schriften verfasste der Direktor des Ratsgymnasiums Osnabrück Johann Christoph Strodtmann 1757. Neben neun selbständig promovierten Schriften werden dort zwölf Handschriften aus dem Nachlass beschrieben, die sich im Bestand Erw. A 11 im NLA Osnabrück befinden.
Er besuchte gemeinsam mit Justus Möser und Ernst August Bertling, mit denen er in jugendlichem Alter eine gelehrte Gesellschaft gründete, das Osnabrücker Ratsgymnasium. Am 3. Mai 1740 immatrikulierte er sich in Marburg und hörte u. a. bei Christian Wolff (1679–1754). Nachdem dieser einem Ruf nach Halle gefolgt war, bezog er im April 1742 die Universität Göttingen, wo sich im Oktober des Jahres auch Justus Möser in die Matrikel eintrug. 1744 kehrten sowohl Lodtmann als auch Möser nach Osnabrück zurück, beide beantragten am selben Tag bei der Regierung die „Aufnahme unter die Zahl der Advokaten“, die nach einer Prüfung auch bewilligt wurde. 1749 promovierte er in Harderwijk bei Johann Wilhelm Marckart über ein Thema der Osnabrücker Rechtsgeschichte „Positiones ex Jure Marcali in Episcopatu Osnabrugensi“. 1751 wurde er als Professor der Philosophie und Adjunkt der juristischen Fakultät an die Universität Helmstedt berufen.
Lodtmann beschäftigte sich mit Fragen der Osnabrücker Geschichte und legte im Laufe der Jahre eine umfangreiche Sammlung zu diesem Gebiet an. 1753 erschienen in Helmstedt seine „Monumenta Osnabrugensia, ex historia Romana, Francica, Saxonica eruta, notis illustrata“, die insgesamt 15 Abhandlungen und einen Anhang mit Urkunden zur Osnabrücker Geschichte umfassen. Ein früher Tod verhinderte weitere Publikationen. Aus dem Nachlass veröffentlichte sein Neffe Justus Friedrich August Lodtmann 1767 die „Delineatio juris publici Osnabrugensis“ und 1768 die „Commentatio de divisione personarum secundum consuetudines Osnabrugenses“. Unpubliziert ist bis heute seine zeitlich von der Urgeschichte bis zum Jahre 1651 reichende „Oßnabrückische Geschichte“, die für Justus Möser bei der Abfassung der eigenen „Oßnabrückischen Geschichte“ eine „fortwährende Herausforderung“ darstellte.

## Schriften
- Monumenta Osnabrugensia. Ex Historia Romana Francica Saxonica. 1753
- Kurzer Abriß der Geschichte der Weltweisheit nach der Ordnung der Zeiten zum Gebrauch academischer Vorlesungen entworfen. 1754